# Tillandsia moronesensis
Tillandsia moronesensis là một loài thuộc chi Tillandsia. Đây là loài đặc hữu của México.